# Krissy Taylor
Krissy Taylor, eg. Kristen Erin Taylor, född 15 maj 1978 i Miami, Florida, USA, död 2 juli 1995, var en amerikansk fotomodell. Syster till Niki Taylor. Hennes död, 17 år gammal, berodde troligen på en sällsynt hjärtsjukdom, arrhythmogenic right ventricular dysplasia, eller på grund av sin astmamedicin.